# كولن مور
كولن مور (بالإنجليزية: Colin Moore)‏ (مواليد 29 يناير 1962) هو ملاكم غياني، مثّل بلاده في الألعاب الأولمبية الصيفية 1988.

## روابط خارجية
كولن مور على موقع أوليمبيديا (الإنجليزية)